# Championnats d'Europe de natation 1989
Navigation
Schiltigheim 1987 Athènes 1991
La 19e édition des Championnats d'Europe de natation se déroule du 12 au 20 août 1989 à Bonn  en Allemagne de l'Ouest. Le pays accueille pour la première fois ce rendez-vous bisannuel organisé par la Ligue européenne de natation. Quatre disciplines de la natation — natation sportive, natation synchronisée, plongeon et water polo — figurent au programme, composé de 43 épreuves.
Avec 38 médailles dont 16 en or, l'Allemagne de l'Est domine le tableau des médailles devant l'Union soviétique avec 23 récompenses. En natation sportive, trois records du monde sont battus durant les championnats. L'Italien Giorgio Lamberti et le Britannique Nick Gillingham battent respectivement les meilleurs de l'histoire du 200 mètres nage libre et du 200 mètres brasse. En séries, le Britannique Adrian Moorhouse s'empare du record du monde du 100 mètres brasse en 1 min 1 s 49.

## Résultats

### Natation sportive

#### Hommes
| Épreuve                | Médaille d'or                                                                                         | Médaille d'argent                                                                            | Médaille de bronze                                                                      |
| Nage libre             | |                                                                                              |                                                                                         |
| 50 m                   | Vladimir Tkatchenko Union soviétique 22 s 64 – RC                                                     | Yevgeniy Kotryaga Union soviétique 22 s 67                                                   | Nils Rudolph Allemagne de l'Est 22 s 76                                                 |
| 100 m                  | Giorgio Lamberti Italie 49 s 24 – RC                                                                  | Yuri Bashkatov Union soviétique 50 s 13                                                      | Raimundas Mažuolis Union soviétique 50 s 15                                             |
| 200 m                  | Giorgio Lamberti Italie 1 min 46 s 69 – RC                                                            | Artur Wojdat Pologne 1 min 47 s 96                                                           | Anders Holmertz Suède 1 min 48 s 06                                                     |
| 400 m                  | Artur Wojdat Pologne 3 min 47 s 78 – RC                                                               | Stefan Pfeiffer Allemagne de l'Ouest 3 min 48 s 68                                           | Mariusz Podkościelny Pologne 3 min 49 s 29                                              |
| 1 500 m                | Jörg Hoffmann Allemagne de l'Est 15 min 1 s 52 – RC                                                   | Stefan Pfeiffer Allemagne de l'Ouest 15 min 1 s 93                                           | Mariusz Podkościelny Pologne 15 min 19 s 29                                             |
| Dos                    | |                                                                                              |                                                                                         |
| 100 m                  | Martín López-Zubero Espagne 56 s 44                                                                   | Sergey Zabolotnov Union soviétique 56 s 45                                                   | Dirk Richter Allemagne de l'Est 56 s 52                                                 |
| 200 m                  | Stefano Battistelli Italie 1 min 59 s 96                                                              | Vladimir Selkov Union soviétique 2 min 0 s 02                                                | Tino Weber Allemagne de l'Est 2 min 0 s 54                                              |
| Brasse                 | |                                                                                              |                                                                                         |
| 100 m                  | Adrian Moorhouse Royaume-Uni 1 min 1 s 71 – RC                                                        | Dmitriy Volkov Union soviétique 1 min 1 s 94                                                 | Nick Gillingham Royaume-Uni 1 min 2 s 12                                                |
| 200 m                  | Nick Gillingham Royaume-Uni 2 min 12 s 90 – RC                                                        | Gary O'Toole Irlande 2 min 15 s 73                                                           | József Szabó Hongrie 2 min 16 s 05                                                      |
| Papillon               | |                                                                                              |                                                                                         |
| 100 m                  | Rafał Szukała Pologne 54 s 47                                                                         | Bruno Gutzeit France 54 s 50                                                                 | Martin Herrmann Allemagne de l'Ouest 54 s 54                                            |
| 200 m                  | Tamás Darnyi Hongrie 1 min 58 s 87                                                                    | Rafał Szukała Pologne 2 min 0 s 62                                                           | Matjaž Koželj Yougoslavie 2 min 0 s 73                                                  |
| Quatre nages           | |                                                                                              |                                                                                         |
| 200 m                  | Tamás Darnyi Hongrie 2 min 1 s 03                                                                     | Raik Hannemann Allemagne de l'Est 2 min 3 s 07                                               | Josef Hladký (cs) Allemagne de l'Ouest 2 min 3 s 21                                     |
| 400 m                  | Tamás Darnyi Hongrie 4 min 15 s 25 – RC                                                               | Patrick Kühl Allemagne de l'Est 4 min 16 s 08                                                | Stefano Battistelli Italie 4 min 19 s 13                                                |
| Relais                 | |                                                                                              |                                                                                         |
| 4 × 100 m nage libre   | Allemagne de l'Ouest Peter Sitt André Schadt Björn Zikarsky Bengt Zikarsky 3 min 19 s 68              | France Stéphan Caron Christophe Kalfayan Laurent Neuville Bruno Gutzeit 3 min 19 s 73        | Suède Tommy Werner Anders Holmertz Håkan Karlsson Joakim Holmqvist 3 min 19 s 76        |
| 4 × 200 m nage libre   | Italie Massimo Trevisan Roberto Gleria Giorgio Lamberti Stefano Battistelli 7 min 15 s 39             | Allemagne de l'Ouest Peter Sitt Martin Herrmann Erik Hochstein Stefan Pfeiffer 7 min 17 s 38 | Allemagne de l'Est Uwe Dassler Andre Matzk Thomas Flemming Steffen Zesner 7 min 17 s 79 |
| 4 × 100 m quatre nages | Union soviétique Sergey Sabolotnov Dmitriy Volkov Vadim Yaroshchuk Yuriy Bachkatov 3 min 41 s 44 – RC | France Franck Schott Cédric Pénicaud Bruno Gutzeit Stéphan Caron 3 min 43 s 09               | Italie Stefano Battistelli Gianni Minervini Marco Braida Giorgio Lamberti 3 min 43 s 14 |

### Femmes
| Épreuve                | Médaille d'or                                                                                          | Médaille d'argent                                                                          | Médaille de bronze                                                                                      |
| Nage libre             | |                                                                                            | |
| 50 m                   | Catherine Plewinski France 25 s 63                                                                     | Daniela Hunger Allemagne de l'Est 25 s 64                                                  | Katrin Meissner Allemagne de l'Est 25 s 87                                                              |
| 100 m                  | Katrin Meissner Allemagne de l'Est 55 s 38                                                             | Manuela Stellmach Allemagne de l'Est 55 s 40                                               | Marianne Muis Pays-Bas 55 s 61                                                                          |
| 200 m                  | Manuela Stellmach Allemagne de l'Est 1 min 58 s 93                                                     | Marianne Muis Pays-Bas 1 min 59 s 96                                                       | Mette Jacobsen Danemark 2 min 0 s 35                                                                    |
| 400 m                  | Anke Möhring Allemagne de l'Est 4 min 5 s 84 – RC                                                      | Heike Friedrich Allemagne de l'Est 4 min 10 s 14                                           | Manuela Melchiorri Italie 4 min 10 s 39                                                                 |
| 800 m                  | Anke Möhring Allemagne de l'Est 8 min 23 s 99                                                          | Astrid Strauss Allemagne de l'Est 8 min 28 s 24                                            | Irene Dalby Norvège 8 min 28 s 59                                                                       |
| Dos                    | |                                                                                            | |
| 100 m                  | Kristin Otto Allemagne de l'Est 1 min 1 s 86                                                           | Krisztina Egerszegi Hongrie 1 min 2 s 44                                                   | Anja Eichhorst Allemagne de l'Est 1 min 3 s 10                                                          |
| 200 m                  | Dagmar Hase Allemagne de l'Est 2 min 12 s 46                                                           | Krisztina Egerszegi Hongrie 2 min 12 s 61                                                  | Kristin Otto Allemagne de l'Est 2 min 14 s 29                                                           |
| Brasse                 | |                                                                                            | |
| 100 m                  | Susanne Börnike Allemagne de l'Est 1 min 9 s 55                                                        | Tania Dangalakova Bulgarie 1 min 9 s 65                                                    | Manuela Dalla Valle Italie 1 min 10 s 39                                                                |
| 200 m                  | Susanne Börnike Allemagne de l'Est 2 min 27 s 77                                                       | Brigitte Becue Belgique 2 min 29 s 94                                                      | Elena Volkova Union soviétique 2 min 29 s 95                                                            |
| Papillon               | |                                                                                            | |
| 100 m                  | Catherine Plewinski France 59 s 08 – RC                                                                | Jacqueline Jacob Allemagne de l'Est 1 min 0 s 42                                           | Kathleen Nord Allemagne de l'Est 1 min 0 s 81                                                           |
| 200 m                  | Kathleen Nord Allemagne de l'Est 2 min 9 s 33                                                          | Jacqueline Jacob Allemagne de l'Est 2 min 10 s 94                                          | Mette Jacobsen Danemark 2 min 12 s 63                                                                   |
| Quatre nages           | |                                                                                            | |
| 200 m                  | Daniela Hunger Allemagne de l'Est 2 min 13 s 26                                                        | Marianne Muis Pays-Bas 2 min 15 s 85                                                       | Mildred Muis Pays-Bas 2 min 17 s 23                                                                     |
| 400 m                  | Daniela Hunger Allemagne de l'Est 4 min 41 s 82                                                        | Krisztina Egerszegi Hongrie 4 min 44 s 75                                                  | Grit Müller Allemagne de l'Est 4 min 46 s 06                                                            |
| Relais                 | |                                                                                            | |
| 4 × 100 m nage libre   | Allemagne de l'Est Katrin Meissner Manuela Stellmach Daniela Hunger Heike Friedrich 3 min 42 s 46 – RC | Pays-Bas Diana van der Plaats Marieke Mastenbroek Mildred Muis Marianne Muis 3 min 43 s 66 | Allemagne de l'Ouest Katja Zillox Susanne Bosserhoff Marion Aizpors Birgit Lohberg-Schulz 3 min 46 s 15 |
| 4 × 200 m nage libre   | Allemagne de l'Est Anke Möhring Manuela Stellmach Astrid Strauss Heike Friedrich 7 min 58 s 54         | Pays-Bas Diana van der Plaats Kirsten Silvester Mildred Muis Marianne Muis 8 min 8 s 00    | Italie Tanya Vannini Orietta Patron Silvia Persi Manuela Melchiorri 8 min 10 s 49                       |
| 4 × 100 m quatre nages | Allemagne de l'Est Kristin Otto Susanne Börnike Katrin Meissner Jacqueline Jacob 4 min 7 s 40          | Italie Lorenza Vigarani Manuela Dalla Valle Manuela Carosi Silvia Persi 4 min 10 s 78      | Pays-Bas Ellen Elzerman Kira Bulten Judith Anema Marianne Muis 4 min 11 s 53                            |

### Natation synchronisée
| Épreuve | Médaille d'or | Médaille d'argent                                     | Médaille de bronze             |
| Solo    | Khristina Falasinidi Union soviétique | Karine Schuler France                                 | Karin Singer Suisse            |
| Duo     | France Marianne Aeschbacher Karine Schuler                                                                                                  | Union soviétique Mariya Cheryayeva Yelena Frocheskaya | Suisse Edith Boss Karin Singer |
| Équipe  | France Marianne Aeschbacher Marie-Ange Bruckert Anne Capron Céline Lévêque Myriam Lignot Anne-Caroline Mathieu Gaëlle Quelin Karine Schuler | Union soviétique                                      | Suisse                         |

### Plongeon
| Épreuve         | Médaille d'or                       | Médaille d'argent                     | Médaille de bronze                    |
| Hommes          |                                     |                                       |                                       |
| Tremplin de 1 m | Edwin Jongejans Pays-Bas            | Valeriy Statsenko Union soviétique    | Aleksandr Gladchenko Union soviétique |
| Tremplin de 3 m | Albin Killat Allemagne de l'Ouest   | Aleksandr Gladchenko Union soviétique | Jan Hempel Allemagne de l'Est         |
| Haut vol à 10 m | Georgiy Chogovadze Union soviétique | Jan Hempel Allemagne de l'Est         | Vladimir Timoshinin Union soviétique  |
| Femmes          |                                     |                                       |                                       |
| Tremplin de 1 m | Irina Lashko Union soviétique       | Brita Baldus Allemagne de l'Est       | Marina Babkova Union soviétique       |
| Tremplin de 3 m | Marina Babkova Union soviétique     | Brita Baldus Allemagne de l'Est       | Svetlana Alekseyeva Union soviétique  |
| Haut vol à 10 m | Ute Wetzig Allemagne de l'Est       | Inga Afonina Union soviétique         | Jana Eichler Allemagne de l'Est       |

### Water-polo
| Épreuve | Médaille d'or        | Médaille d'argent | Médaille de bronze |
| Hommes  | Allemagne de l'Ouest | Yougoslavie       | Italie             |
| Femmes  | Pays-Bas             | Hongrie           | France             |

## Tableau des médailles
| Rang  | Nation               | Or | Argent | Bronze | Total |
| ----- | -------------------- | -- | ------ | ------ | ----- |
| 1     | Allemagne de l'Est   | 16 | 11     | 11     | 38    |
| 2     | Union soviétique     | 6  | 10     | 6      | 22    |
| 3     | France               | 4  | 4      | 1      | 9     |
| 4     | Italie               | 4  | 1      | 6      | 11    |
| 5     | Hongrie              | 3  | 4      | 1      | 8     |
| 6     | Allemagne de l'Ouest | 3  | 3      | 3      | 9     |
| 7     | Pays-Bas             | 2  | 4      | 3      | 9     |
| 8     | Pologne              | 2  | 2      | 2      | 6     |
| 9     | Royaume-Uni          | 2  | 0      | 1      | 3     |
| 10    | Espagne              | 1  | 0      | 0      | 1     |
| 11    | Yougoslavie          | 0  | 1      | 1      | 2     |
| 12    | Belgique             | 0  | 1      | 0      | 1     |
| 12    | Bulgarie             | 0  | 1      | 0      | 1     |
| 12    | Irlande              | 0  | 1      | 0      | 1     |
| 15    | Suisse               | 0  | 0      | 3      | 3     |
| 16    | Danemark             | 0  | 0      | 2      | 2     |
| 16    | Suède                | 0  | 0      | 2      | 2     |
| 18    | Norvège              | 0  | 0      | 1      | 1     |
| Total | Total                | 43 | 43     | 43     | 129   |

## Tableau des médailles (bassin de 50 m uniquement)
| Rang  | Nation               | Or | Argent | Bronze | Total |
| ----- | -------------------- | -- | ------ | ------ | ----- |
| 1     | Allemagne de l'Est   | 15 | 8      | 9      | 32    |
| 2     | Italie               | 4  | 1      | 5      | 10    |
| 3     | Hongrie              | 3  | 3      | 1      | 7     |
| 4     | Union soviétique     | 2  | 5      | 2      | 9     |
| 5     | France               | 2  | 3      | 0      | 5     |
| 6     | Pologne              | 2  | 2      | 2      | 6     |
| 7     | Royaume-Uni          | 2  | 0      | 1      | 3     |
| 8     | Allemagne de l'Ouest | 1  | 3      | 3      | 7     |
| 9     | Espagne              | 1  | 0      | 0      | 1     |
| 10    | Pays-Bas             | 0  | 4      | 3      | 7     |
| 11    | Belgique             | 0  | 1      | 0      | 1     |
| 11    | Irlande              | 0  | 1      | 0      | 1     |
| 11    | Bulgarie             | 0  | 1      | 0      | 1     |
| 14    | Danemark             | 0  | 0      | 2      | 2     |
| 14    | Suède                | 0  | 0      | 2      | 2     |
| 16    | Yougoslavie          | 0  | 0      | 1      | 1     |
| 16    | Norvège              | 0  | 0      | 1      | 1     |
| Total | Total                | 32 | 32     | 32     | 96    |